# Nirukta
Nirukta (palavra sânscrita, lit, “não evidente”; explicação, interpretação etmológica") é uma das seis Vedangas ou disciplinas obrigatórias para o estudo da literatura védica, especialmente para a compreensão dos Brahma-sutra.
Esta disciplina versa sobre a etmologia das palavras, especialmente das palavras de significado obscuro no texto, como soe acontecer na maioria dos textos védicos.
O primeiro sábio a esmiuçá-la foi Yaksa Muni numa das vyakaranas mais antigas, que compilou um dos primeiros glossários de palavras védicas obscuras.